# فرودگاه بین‌المللی اوگوستو سورو
فرودگاه بین‌المللی اوگوستو سورو (به انگلیسی: Augusto Severo International Airport) (به زبان بومی: Aeroporto Internacional Augusto Severo) یک فرودگاه همگانی و نظامی مسافربری با کد یاتا NAT است که یک باند فرود آسفالت دارد و طول باند آن ۲۶۰۰ متر است. این فرودگاه در کشور برزیل قرار دارد و در ارتفاع ۵۲ متری از سطح دریا واقع شده‌است.